# Œuf au carrosse du couronnement
L'Œuf au carrosse du couronnement est l'une des pièces d'orfèvrerie fabriquées sous la direction du joaillier russe Pierre-Karl Fabergé pour la famille Impériale Russe dont la collection est connue comme les œufs de Fabergé.
Créé en 1897, l'œuf a été fabriqué pour la tsarine Alexandra Fedorovna et en son honneur. L'œuf est fait d'or avec un émail translucide jaune-vert qui fait référence à la robe en or revêtue par la tsarine lors de son couronnement. Il comporte des motifs en feuilles de laurier doré avec à chaque intersection une aigle impériale émaillée. Ce motif est également tiré de la robe de couronnement portée par l'impératrice. À l'intérieur d'un compartiment doublé de velours se trouve une réplique du carrosse qui a conduit la tsarine Alexandra à son couronnement à la cathédrale de la Dormition de Moscou.
Souvent exposé au musée de l'Ermitage, il se trouve désormais au musée Fabergé de Saint- Pétersbourg, où il appartient à l'oligarque russe Viktor Vekselberg.
L'œuf apparaît dans les films Octopussy (1983) et Ocean's Twelve (2004) notamment.